# Vitanovice (Pěnčín)
Osada Vitanovice (německy Witanowitz) je částí obce Pěnčín. Sbor dobrovolných hasičů zde byl založen už roku 1902.

## Historie
První písemná zmínka o vesnici pochází z roku 1436.